# پل باقرآباد (مرکزی)
پل باقرآباد مربوط به دوره قاجار است و در شهرستان محلات، بخش مرکزی، منطقه باقرآباد شهر نیم‌ور، واقع شده و این اثر در تاریخ ۲۸ شهریور ۱۳۸۶ با شمارهٔ ثبت ۱۹۶۹۳ به‌عنوان یکی از آثار ملی ایران به ثبت رسیده است.